# Nationalpark São Joaquim
Der Nationalpark São Joaquim, amtlich portugiesisch Parque Nacional de São Joaquim, PARNA São Joaquim, liegt in der Serra Geral, einem Bergland des Bundesstaats Santa Catarina im Süden Brasiliens. Geschützt werden die Regenwälder der Mata Atlântica, Araukarienwald und die hochgelegenen Campos Gerais. 
Am 6. Juli 1961 wurde der Nationalpark mit 493 km² in der Nähe von São Joaquim, auf dem Gebiet der Munizipien Urubici, Bom Jardim da Serra, Orleans, Lauro Müller und Grão-Pará gegründet. 
Auf dem Morro da Igreja mit 1822 m beträgt die mittlere Jahrestemperatur 7 °C. Dort und auf den um 1600 m hoch gelegenen Campos de Santa Bárbara gibt es im Winter regelmäßig Schneefall, die wichtigste touristische Attraktion des Parks für die Brasilianer. Weitere Sehenswürdigkeiten sind Wasserfälle wie die Cachoeira do Avencal und felsige Täler und Schluchten.